# Sellien (Zernien)
Sellien ist ein Ortsteil der Gemeinde Zernien in der Samtgemeinde Elbtalaue, die zum niedersächsischen Landkreis Lüchow-Dannenberg gehört. Das Dorf liegt etwa eineinhalb Kilometer westlich vom Kernbereich von Zernien.

## Geschichte
Die erste urkundliche Erwähnung findet der Ort im Lüneburger Lehnsregister im Jahr 1330 als Selen.